# I Love You More and More
I Love You More and More es el primer y único álbum de estudio del músico estadounidense Tom Brock. Fue publicado en agosto de 1974 a través del sello 20th Century Records.

## Grabación y contenido
El álbum fue producido y arreglado por Barry White, siendo asistido por Gene Page. Frank Kejmar, colaborador frecuente de White, se desempeñó como ingeniero de audio. Jason Ankeny, escritor de AllMusic, señaló que “aunque posee todas las características de la estética de White, desde arreglos de cuerdas masivos hasta ritmos suaves como la seda, I Love You More and More también es muy propio” de Brock”. I Love You More and More contenía ocho canciones. Siete de las canciones fueron escritas o coescritas por Brock; «Naked as the Day I Was Born» fue escrita por el arreglista Gene Page junto con su hermano Billy.

## Recepción de la crítica
Un escritor no especificado de la revista Cash Box declaró: “Dulce y conmovedor son las dos mejores palabras para describir el LP debut de Tom Brock en 20th, uno que incorpora la esencia del alma del hombre proyectada a través de su capacidad musical y su cálida personalidad”.
En una reseña en retrospectiva para AllMusic, Jason Ankeny calificó el álbum como “una pequeña obra maestra de soul suave y romántico”.

## Legado
La canción «There's Nothing in This World That Can Stop Me from Loving You» fue sampleada más tarde por el productor Just Blaze para el sencillo «Girls, Girls, Girls» del álbum de Jay-Z, The Blueprint, en 2001. Esto llevó a un renovado interés en Brock, y en 2003 (un año después de que Brock muriera), el álbum fue reeditado en CD. La canción «I Love You More and More» fue sampleada más tarde por el productor Minnesota para el sencillo «The Panties» del álbum de Mos Def, The New Danger, en 2004.

## Lista de canciones
| Lado uno |                                                                  |                       |          |  |
| N.º      | Título                                                           | Escritor(es)          | Duración |  |
| 1.       | «Have a Nice Weekend Baby»                                       | Barry White Tom Brock | 4:30     |  |
| 2.       | «The Love We Share Is the Greatest of Them All»                  | Brock                 | 3:57     |  |
| 3.       | «There's Nothing in This World That Can Stop Me from Loving You» | Brock Robert Relf     | 4:52     |  |
| 4.       | «I Love You More and More»                                       | Brock Relf            | 4:05     |  |

| Lado dos |                                                             |                      |          |  |
| N.º      | Título                                                      | Escritor(es)         | Duración |  |
| 1.       | «Naked as the Day I Was Born»                               | Gene Page Billy Page | 4:30     |  |
| 2.       | «That's the Reason Why (I'll Love You Until the Day I Die)» | Brock Lunie McLeod   | 3:55     |  |
| 3.       | «Shake Me, Wake Me»                                         | Brock Relf           | 2:23     |  |
| 4.       | «If We Don't Make It, Nobody Can»                           | White Brock Relf     | 4:10     |  |

## Créditos y personal
Créditos adaptados desde las notas de álbum de I Love You More and More.
Personal técnico
- Barry White – productor, arreglos, conductor, concepto de portada
- Tom Brock – productor asociado
- Gene Page – arreglos
- Frank Kejmar – ingeniero de audio
- Steve Westlund – fotografía
- Sally Thomas – diseño de portada